# Clemente Yerovi
Clemente Yerovi Indaburu (Barcelona, 10 de agosto de 1904 - Guayaquil, 19 de julio de 1981) fue un político ecuatoriano. Presidente del Ecuador en un período interino de facto.

## Biografía
Clemente Yerovi, hijo de Clemente Yerovi Matheus y de María Indaburu Seminario, nació en Barcelona (España), donde su padre ejercía de cónsul general de Ecuador, el 10 de agosto de 1904. Días después de su nacimiento fue inscrito en la Embajada del Ecuador, razón por la cual fue considerado ecuatoriano de nacimiento, al contrario de lo que afirmaban los pocos detractores políticos que tuvo durante su corta y muy fructífera administración.

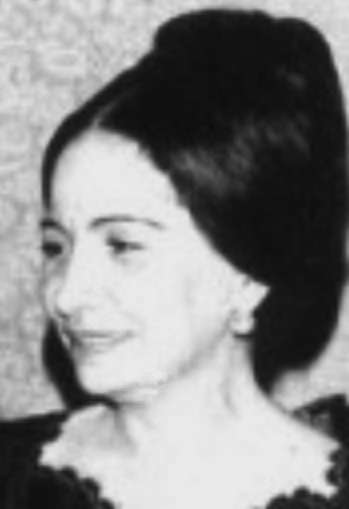
Victoria Gómez Icaza, esposa de Clemente Yerovi Indaburu y Primera Dama de del país en 1966.

Se educó en los colegios Vicente Rocafuerte de Guayaquil y San Gabriel de Quito. Estuvo casado con Victoria Gómez Icaza con quien tuvo cuatro hijos:
- María Laura Yerovi Gómez
- Elena Yerovi Gómez
- Clemente Yerovi Gómez
- Fernando Yerovi Gómez

De joven se dedicó a la navegación fluvial y de cabotaje por lo que conocía de memoria la cuenca del río Guayas, el Golfo de Guayaquil y las costas ecuatoriana y nor-peruana. Dejó la vida marinera y comercial y empezó una carrera de ejecutivo: fue presidente de la Sociedad de Agricultores de los Ríos en 1935, del Banco de Crédito Hipotecario en 1936 y de la Cámara de Agricultura del Litoral en 1939; director del Banco Central en 1938, ministro de Economía de Galo Plaza Lasso entre 1948 y 1950, cartera desde la cual planeó e impulsó la producción de la riqueza bananera. Presidió la Junta Monetaria entre 1951 y 1952, dirigió el Banco Nacional de Fomento en 1955 y 1956 y promovió asociaciones agrícolas, comerciales industriales y pesqueras. Se hizo cargo de la Junta Nacional de Planificación en 1962 y elaboró el Plan Nacional de Desarrollo empezado con Carlos Julio Arosemena Monroy y entregado a la Junta Militar en 1964. Sirvió como embajador ante el Mercado Común Europeo en 1965, dignidad a la que renunció por considerarla una sinecura. 
Jorge Salvador Lara, canciller de la República en tiempos de Yerovi, lo consideraba "un varón consular de acendradas virtudes republicanas, un personaje cordial, lleno de gracejo, recursos prácticos". 
Yerovi murió en Guayaquil el 19 de julio de 1981 a los 76 años de edad.

## Presidencia
"El 28 de marzo de 1966 la nación ecuatoriana se hallaba al borde del caos. Nueve días de paro, las universidades a punto de desaparecer, muertos, heridos y cientos de prisioneros era el saldo de la lucha entre el pueblo inerme y las fuerzas militares". Escribía "Vistazo".
En la madrugada del 29 de marzo, mientras se combatía en Cuenca, el Estado Mayor presionó a la Junta Militar para que cesara en sus funciones. Ante la presencia de altos oficiales del ejército en el Ministerio del Defensa, las fuerzas políticas designaron presidente provisional a Clemente Yerovi Indaburu. La tensión política disminuyó el 30 de marzo cuando Yerovi, de 62 años de edad, juró la presidencia ante el general Telmo Vargas, jefe del Estado Mayor, bajo la mirada de los expresidentes Camilo Ponce Enríquez, Galo Plaza y Andrés F Córdova.
Fue presidente interino desde el 29 de marzo de 1966 al 16 de noviembre de 1966. Cedió su cargo a una Asamblea para que eligiera a su sucesor. Siete meses y medio gobernó Yerovi. Recibió el cargo del General Telmo Vargas, Jefe del Comando Conjunto de las Fuerzas Armadas, al renunciar la junta de gobierno. 

### Logros
Dio libertad a los presos políticos, no apresó ni desterró a nadie, restableció el derecho a la huelga y a asociarse, respetó las garantías ciudadanas y aunque elegido de facto, él mismo se sujetó escrupulosamente a la Ley. Gobernó con independencia de los partidos y formó un gabinete de concentración nacional. Restableció la vigilancia sobre las doscientas millas de mar territorial medidas desde la costa del Pacífico y las del Archipiélago de Galápagos y suscribió el Acuerdo de Cartagena, parte inicial del Pacto Andino. Fomentó el desarrollo de las finanzas particulares con la fundación de COFIEC (Corporación Financiera del Ecuador) y con la apertura de la primera sucursal del Banco Pichincha en Guayaquil. Hizo posible la planificación y posterior construcción del puente sobre el río Guayas, obra de trascendencia para unir la Costa y la Sierra. Creó el Servicio Ecuatoriano de Capacitación Profesional (SECAP) y la Flota Bananera.
Una vez instaurada la Asamblea Constituyente, renunció a su cargo y lo puso a disposición de los nuevos legisladores. No le fue posible leer su mensaje final a la nación. El mismo día, regresó a Guayaquil conduciendo su vehículo.

## Legado
Clemente Yerovi Indaburu, al dedicarse por entero a la economía, conocía de sus problemas, sabía del movimiento bancario, de los seguros, de la industria, agricultura, de la integración multinacional, del transporte marítimo y terrestre. Yerovi, pacificó al país, gobernó con las maletas hechas. Ciudadano honesto y sencillo, el poder no lo envaneció. En su administración se dictaron leyes de defensa profesional, entregó un país en marcha, luego de afrontar los más acusantes problemas, que en algunas ocasiones parecieron insolubles.
Conocedor del campo y del río, fue capitán de altura de la cuenca del río Guayas, su abuelo Pablo Indaburu Ortiz, catalán afincado en Guayaquil, era dueño de vapores fluviales en donde aprendió el oficio desde marinero a capitán.
En sus memorias dice que cuando subió al solio presidencial, él devoto de la Providencia, pidió se le concediese tres favores, 
1. No tomarle amor al poder;
2. Llegar a la Constituyente de 1967, y
3. Equivocarse lo menos posible.

Dice, en ellas, que vivió agradecido que se le concedieron esos favores.
Muy poco se conoce de la vida y obras de tan ilustre personaje, quien buscó siempre apegarse a la ley, a pesar de reconocerse a sí mismo como un gobernante de facto. El trabajo honesto, el desinterés político y el liderazgo innato, en conjunción con un amplio conocimiento de la economía mundial, fueron algunas de las cualidades que puso al servicio del Ecuador. Llegó a la administración del estado en el momento en el que el país más lo necesitaba, afrontando el reto que la historia colocó en sus manos, con altura y patriotismo.

## Condecoraciones y méritos
- Gran Collar de la Orden Nacional de San Lorenzo, designada al Gran Maestre de la Orden de mayor rango en el Ecuador, presidida por el presidente de la República de turno.